# CD bronzing

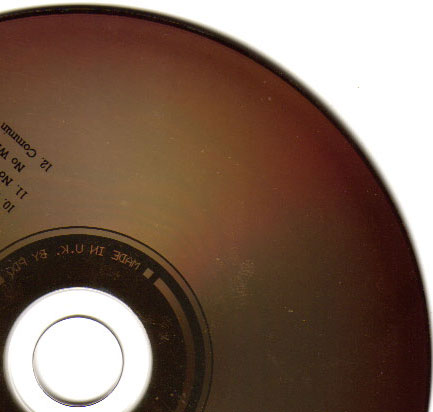
Uszkodzona przez bronzing płyta kompaktowa

CD bronzing – szczególny rodzaj uszkodzenia nośników CD; zjawisko to polega na postępującym korodowaniu warstwy zapisu płyty, uniemożliwiającym z czasem właściwe odczytanie nagranej zawartości. Problem dostrzeżony został w 1994 roku i opisany po we wrześniowo-październikowym numerze American Record Guide przez Johna McKelveya.
Wadliwe płyty charakteryzowały się nierównomiernym, brązowawym przebarwieniem, postępującym zazwyczaj od obwodu płyty, kierując się do jej środka. Górna warstwa płyty zmieniała się przed dolną. Z czasem płyta stawała się coraz ciemniejsza, a odtwarzanie końcowych ścieżek nagranych na płycie stwarzało coraz więcej problemów.
Bronzing dotyczył niemal wyłącznie płyt wyprodukowanych przez Philips and Dupont Optical (PDO) w fabryce w Blackburn, Lancashire, między 1988 a 1993. Większość (ale nie wszystkie) CD miały nadrukowaną informację "Made in U.K. by PDO". Płyty wyprodukowane w innych krajach przez PDO nie zdradzały objawów uszkodzenia.
PDO przeprosiła za defekt płyt wyjaśniając, że doszło do błędu fabrycznego, ale nie podała wyjaśnień jak do niego doszło. Najpopularniejsze wyjaśnienie jest takie, że lakier którym pokryto warstwę zapisu nie chronił przed związkami siarki zawartymi w książeczkach dołączanych do płyt, umożliwiając ich reakcję z aluminium warstwy odbijającej płyty.
Niektóre wytwórnie płytowe, które wypuściły wadliwe egzemplarze CD, to Albany Records, Appian Records, APR, Archiv Produktion, ASV Records, Cala, Collins Classics, CRD Records, Danacords, Decca, Deutsche Grammophon, Globe Style, Hyperion Records, IMP records, L'Oiseau-Lyre, London Records, Memoir Records, Pearl Records, RPO Records, Testament Records czy Unicorn-Kanchana.